# Hectorellaceae
Hectorellaceae es el nombre de una familia de plantas de flores dentro del orden Caryophyllales con dos géneros. 
Son plantas herbáceas perennes con hojas pequeñas, lternas, coriáceas, simples y enteras. Flores solitarias axilares.  El fruto es una cápsula
Es un sinónimo  de la familia Montiaceae